# Novel coronavirus
Novel coronavirus ili Novorođeni koronavirus (nCoV) privremeni je naziv koji se daje koronavirusima medicinskog značaja prije nego što se odluči o trajnom nazivu. Iako su koronavirusi kod ljudi endemični i infekcije obično blage, poput obične prehlade (uzrokovane ljudskim koronavirusima u ~ 15% slučajeva), prijenos vrste vrste proizveo je neke neobično virulentne sojeve koji mogu uzrokovati virusnu upalu pluća, a u ozbiljnim slučajevima čak i akutne respiratorni distres sindrom i smrt.

## Lista Novel coronavirusa
| Oficijalno ime                                               | Ostala imena                                     | Porijeklo       | Datum pronalaska                  | Bolesti                                           |  |
| ------------------------------------------------------------ | ------------------------------------------------ | --------------- | --------------------------------- | ------------------------------------------------- |  |
| Teški akutni respiratorni sindrom koronavirus 2 (SARS-CoV-2) | 2019-nCoV; SARS virus 2                          | šišmiši         | Wuhan, Kina (2019.)               | Coronavirus bolest 2019 (COVID-19)                |  |
| Bliskoistočni respiratorni sindrom coronavirus (MERS-CoV)    | Virus Bliskog Istoka; MERS virus; Kamilska gripa | kamili, šišmiši | Jeddah, Saudijska Arabija (2012.) | Bliskoistočni respiratorni sindrom (MERS)         |  |
| Ljudski coronavirus HKU1 (HCoV-HKU1)                         | Novi Haven virus                                 | miševi          | Hong Kong (2005.)                 | neimenovano, veoma rijetki, često blagi simptomi. |  |
| Teški akutni respiratorni sindrom coronavirus (SARS-CoV)     | SARS virus                                       | šišmiši         | Foshan, Kina (2002.)              | Teški akutni respiratorni sindrom (SARS)          |  |
|                                                              |                                                  |                 |                                   |                                                   |  |